# Ctenophora (Ctenophora) pselliophoroides
Ctenophora (Ctenophora) pselliophoroides is een tweevleugelige uit de familie langpootmuggen (Tipulidae). De soort komt voor in het Oriëntaals gebied.